# Dores de Campos
Dores de Campos là một đô thị thuộc bang Minas Gerais, Brasil. Đô thị này có diện tích 127,3 km², dân số năm 2007 là 9276 người, mật độ 71,9 người/km².